# Pseudacrossus grombczewskyi
Pseudacrossus grombczewskyi är en skalbaggsart som beskrevs av Koshantschikov 1891. Pseudacrossus grombczewskyi ingår i släktet Pseudacrossus och familjen Aphodiidae. Inga underarter finns listade i Catalogue of Life.